# European Coordination for Accelerator Research & Development
EuCARD (European Coordination for Accelerator Research & Development) es un proyecto co-financiado por el Séptimo Programa Marco de la Comisión Europea. Comenzó el 1 de abril de 2009 y está desarrollado por 37 participantes de toda Europa, coordinados por el CERN.

## Concepto
Actuando como microscopios gigantescos, los aceleradores de partículas nos dan una visón única de los componentes básicos de la naturaleza (materia, fuerzas, energía). Con el Large Hadron Collider (LHC), la física de partículas y la cosmología están en el umbral de una nueva era de descubrimientos, recreando condiciones justo momentos después del Big Bang. Además, muchos aceleradores contribuyen a la investigación médica, terapia del cáncer, biología, ciencia de materiales, así como algunas aplicaciones industriales.

Con tantos campos técnicos que confían en la física y tecnología de los aceleradores, el Grupo de Estrategia Europeo para la Física de Partículas ha seleccionado las áreas prioritarias de investigación y desarrollo de aceleradores incluyendo imanes de altos campos magnéticos, superconductividad y aceleradores lineales. Como consecuencia del proyecto CARE, los participantes de EuCARD apuestan por avanzar en la investigación europea coordinada y por mejorar las infraestructuras de aceleradores.

## Investigación y Desarrollo
Los ingredientes fundamentales de la ciencia de los aceleradores son las capacidades de dirigir, concentrar y acelerar partículas. Una vez que estas funciones son establecidas, una serie de componentes determinan el nivel de funcionamiento que puede ser alcanzado. Actualmente, estos componentes fundamentales están limitados por las tecnologías existentes, provocando la activación de la investigación y desarrollo mundial.

Dirigir y concentrar los rayos de partículas de gran energía requiere imanes con el campo magnético muy alto y sólo es posible crearlo con materiales superconductores. El superconductor más ampliamente utilizado en este momento limita el campo magnético a 10 Tesla. EuCARD probará un material diferente: niobio-estaño (Nb3Sn), con el que el campo magnético debería aumentar hasta 13 ó 15 Tesla, complementado por unos imanes concéntricos auxiliares de superconductores de alta temperatura crítica que podrían aumentarlo hasta 20 Tesla. Estos superconductores son frágiles y representan verdaderos desafíos tecnológicos para soportar las exigentes condiciones de trabajo de los imanes de un acelerador.

Al incrementarse el poder e intensidad de los rayos de partículas, el colimador responsable de la protección de la máquina debe hacerse más eficiente y robusto. EuCARD diseñará y construirá prototipos que usan una gama de materiales acordes a estas nuevas exigencias.

Se está de acuerdo en que la siguiente generación de aceleradores de partículas serán aceleradores lineales de electrones. Son capaces de reducir en buena parte la pérdida de energía inherente a la radiación sincrotrón, es decir, la emitida por las partículas cargadas al seguir una trayectoria curva.

Sin embargo, temas como la aceleración de los haces y la estabilidad tienen que ser investigadas, orientadas tanto a la nueva tecnología de aceleración con cavidades superconductoras como al original concepto de aceleración de dos haces paralelos con cavidades resistivas. 

 EuCARD contribuirá a esta investigación, beneficiándose de las sinergias entre las redes mundiales de expertos.

 EuCARD también evaluará conceptos nuevos de los aceleradores, contribuyendo que nuevos desarrollos sean posibles, y estén disponibles para un elevado número de instalaciones.

## Redes
Los aceleradores son instrumentos grandes y complejos. Combinando las capacidades de muchos expertos esta complejidad puede ser dominada gradualmente. Las redes de EuCARD para la ciencia y la comunicación ofrecen plataformas comunes donde los científicos e ingenieros de campos diferentes pueden intercambiar su experiencia, comparar resultados, experimentar nuevas ideas y organizar sus colaboraciones. Las redes están focalizadas en la física de neutrinos, la tecnología de los aceleradores y colisionadores, así como en la radiofrecuencia, incluyendo finalmente la diseminación y comunicación de la información.

Con el mismo espíritu de cambio, dos nuevas instalaciones, MICE (Internacional Muon Ionization Cooling Experiment) -un anillo de almacenaje de muones- y HighRadMat, una estación de prueba para un haz de partículas pulsado, están abiertas a otras comunidades técnicas y científicas como ejemplo del apoyo de la Unión Europea al acceso transnacional a las grandes infraestructuras.

## Proyectos relacionados
EuCARD está relacionado con otros proyectos de Investigación (http://eucard.web.cern.ch/EuCARD/about/related_projects/ Archivado el 10 de junio de 2009 en Wayback Machine.)

## Consulte también
Acelerador de Partículas

EU Framework Programmes for Research and Technological Development

SLHC

ILC (International Linear Collider)

MICE (International Muon Ionization Cooling Experiment)

XFEL (European x-ray free electron laser)

EMMA (accelerator)